# Austria Germană
Republica Austria Germană (în germană Republik Deutschösterreich sau Deutsch-Österreich) a fost un stat succesor al Imperiului Austro-Ungar în urma dezmembrării acestuia la sfârșitul Primului Război Mondial. Statul revendica teritoriile cu o populație majoritar germană din teritoriile imperiale Austriece (Cisleithania) ale Austro-Ungariei. Aceste teritorii corespund majorității teritoriului actualului stat Austria precum și Provincia Bolzano și orașul Tarvisio din Italia, provinciile Carintia și Stiria din Slovenia actuală și Regiunea Sudeților și Boemia Germană, actualmente din Republica Cehă. În total, aceste revendicări reprezentau o suprafață de aproximativ 118.311 km² și 10,4 milioane locuitori.
La sfârșitul lui 1918, la prăbușirea imperiului austro-ungar, deputații germani din parlamentrul părții austriece a țării (Reichsrat), au decis formarea statului Austria Germană (Deutsch-Österreich). Aceștia au format „Adunarea provizorie a Statului independent austriac german” și au ales trei președinți din partidele majoritare și un cancelar, în persoana lui Karl Renner. Adunarea includea și reprezentanți ai Boemiei, Moraviei și Sileziei Austriece care au refuzat să adere la nou creatul stat Cehoslovacia, stat declarat pe data de 28 octombrie 1918.
A doua zi după abdicarea împăratului Carol I, pe data de 12 noiembrie, a fost proclamată Republica Austria Germană. Adunarea provizorie a adoptat o constituție provizorie care prevedea că: "Austria Germană este o republică democratică" (Articolul 1) și că "Austria Germană este o componentă a Republicii Germane" (Articolul 2). Pe data de 22 noiembrie 1918 adunarea națională a revendicat oficial toate teritoriile cu o populație majoritar germană din Cisleithania.
Cu toate acestea, Aliații din primul război mondial se opuneau majorității revendicărilor și nu au opus rezistență revendicărilor din partea Italiei, Cehoslovaciei și a Statului Slovenilor, Croaților și Sârbilor. Prin Tratatul de la Saint Germain en Laye, semnat de cancelarul austriac Karl Renner la data de 10 septembrie 1919, aliații au definit frontierele statelor succesoare Cisleithaniei. Astfel numele "Austria Germană" a fost schimbat în "Austria", iar orice posibilitate de unire cu Germania a fost interzisă, dând naștere astfel erei Primei Republici a Austriei.